# Căianu Mic, Cluj
Căianu Mic (în maghiară Kiskalyan) este un sat în comuna Căianu din județul Cluj, Transilvania, România.